# María Luisa Bombal
María Luisa Bombal   (Viña del Mar, 8 de juny de 1910 - Santiago de Xile, 6 de maig de 1980) va ser una escriptora xilena.
Va escriure les novel·les La última niebla (1935) i La amortajada (1938), que representen una ruptura amb el criollisme dominant en la literatura del seu país, així com diversos contes, entre aquests Las islas nuevas (1939) i La maja y el ruiseñor (1960). En les seves obres destaquen els personatges femenins i el seu ric món interior.